# Ponte Velha de Padastros

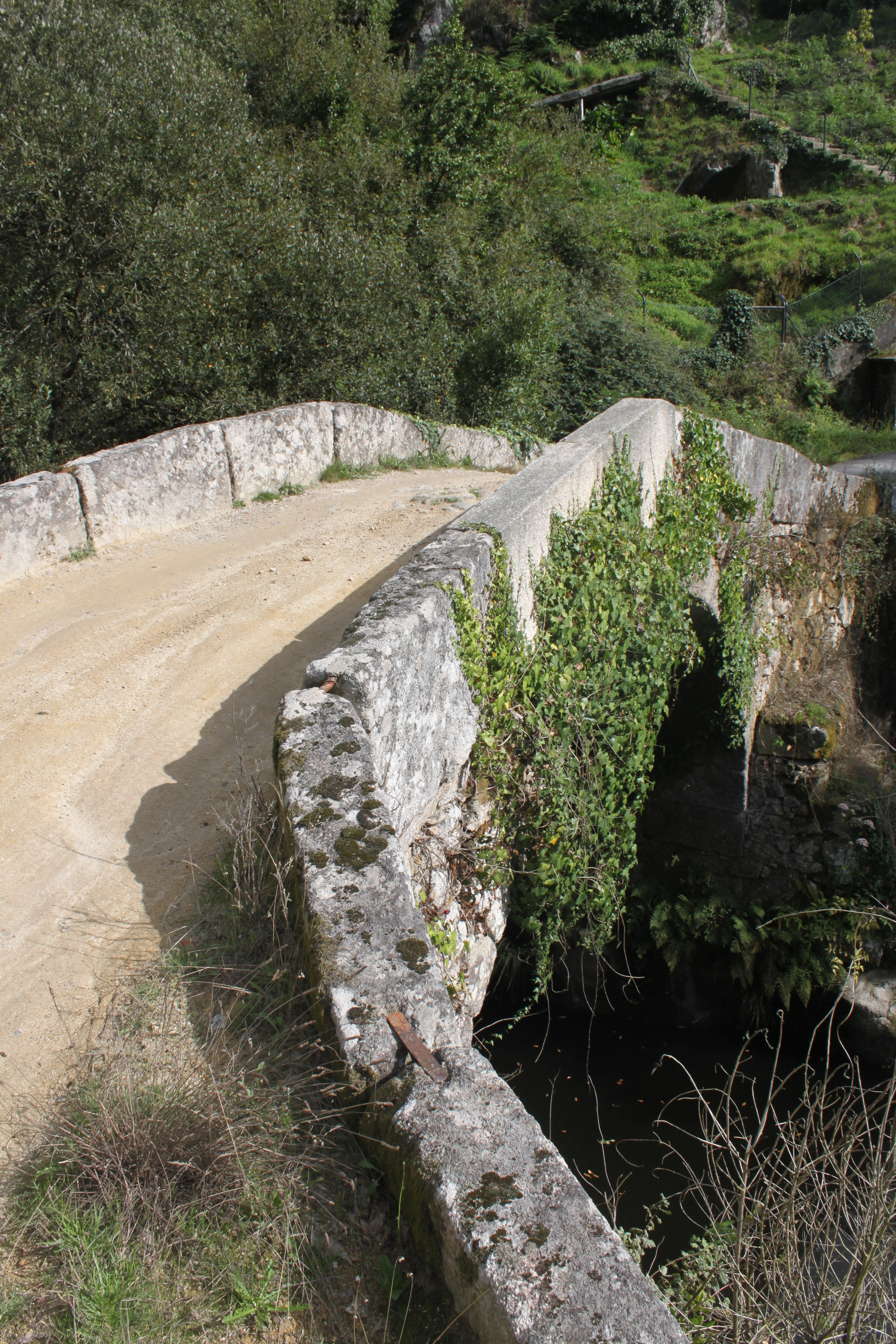

Ponte Velha (Macieira de Cambra) é uma ponte em Portugal. Situa-se em Vale de Cambra, distrito de Aveiro. É uma ponte de arco único em granito e alvenaria construída nos séculos XVIII e XIX. Encontra-se listada pela Direcção-Geral do Património Cultural.